# حلفون (الديس)
'

تعديل مصدري - تعديل

حلفون هي إحدى قرى عزلة الديس بمديرية الديس التابعة لمحافظة حضرموت، بلغ تعداد سكانها 1340 نسمة حسب تعداد اليمن لعام 2004.